# Brazil Földrajzi és Statisztikai Hivatal

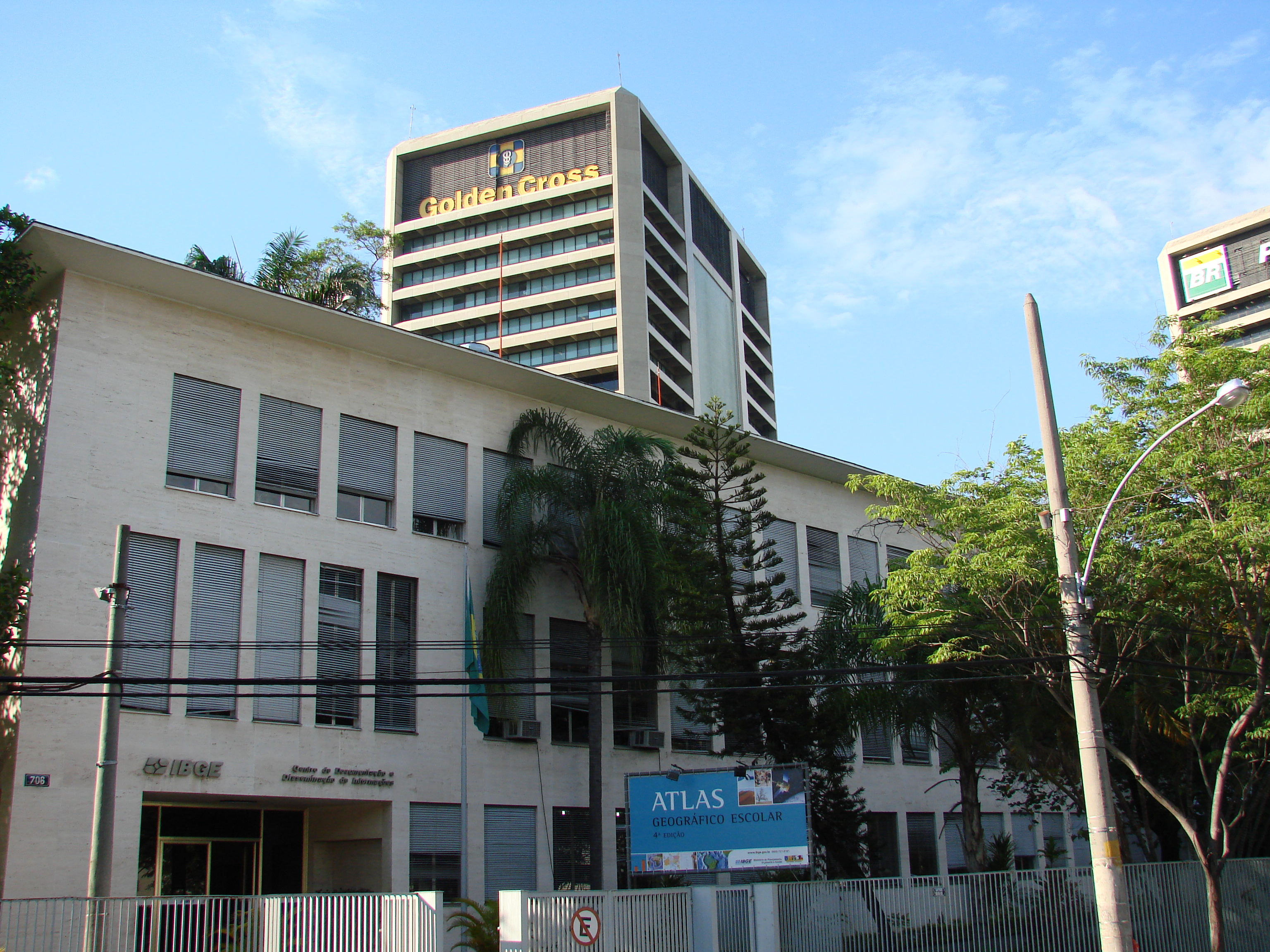
Az IBGE központja Rio de Janeiróban.

A Brazil Földrajzi és Statisztikai Hivatal (portugálul: Instituto Brasileiro de Geografia e Estatística, IBGE) a statisztikai, földrajztudományi, térképészeti, földméréstani és környezeti információkat szolgáltató szervezet Brazíliában. Az IBGE munkatársai tíz évenként országos népszámlálást végeznek, amelyben többek közt a lakosság életkorát, a háztartásonkénti jövedelmét, az iskolázottságát, a foglalkozását és a higiéniás viszonyait mérik fel. Székhelye Rio de Janeiróban van.

## Történelme
Az intézményt 1934-ben hozták létre, 1936-ban Instituto Nacional de Estatística
néven működött. Alapítója Mário Augusto Teixeira de Freitas. A mostani nevét 1938-ban kapta.

## Külső hivatkozások
- Az IBGE hivatalos oldala